# Extracts from the Album A Hard Day's Night
Extracts from the album "A Hard Day's Night" –en español: «Extractos del álbum "A Hard Day's Night"»– es el séptimo EP por The Beatles, fue lanzado el 6 de noviembre de 1964. Sólo fue publicado en mono como todo EP por The Beatles. Parlophone lo catalogó como GEP 8924.
El hecho que todas las cuatro canciones de este EP, estuvieran disponibles en el LP A Hard Day's Night (las cuatro primeras del lado B de ese álbum), hizo que este EP pierda mérito en las ventas. Este EP es una continuación de un EP anterior Extracts from the Film "A Hard Day's Night", aunque a diferencia del anterior este recopila canciones del álbum que no aparecen en la película. "I'll Cry Instead" sería incluida en la película más tarde en los años 1980.
A veces este EP es llamado A Hard Day's Night Vol. 2, y su antecesor A Hard Day's Night Vol. 1.
En 1981 Extracts from the album "A Hard Day's Night" fue compilado en The Beatles EP Collection en formato de discos de vinilo, y más tarde en 1992 en The Beatles Compact Disc EP Collection en formato de varios discos compactos.

## Lista de canciones
Todas las canciones escritas y compuestas por Lennon-McCartney. 
| Cara 1 |                    |                     |          |  |
| N.º    | Título             | Vocalista principal | Duración |  |
| 1.     | «Any Time at All»  | Lennon              | 2:14     |  |
| 2.     | «I'll Cry Instead» | Lennon              | 2:06     |  |

| Cara 2 |                        |                     |          |  |
| N.º    | Título                 | Vocalista principal | Duración |  |
| 1.     | «Things We Said Today» | McCartney           | 2:38     |  |
| 2.     | «When I Get Home»      | Lennon              | 2:19     |  |